# Геленвуд (Теннессі)
Геленвуд (англ. Helenwood) — переписна місцевість (CDP) в США, в окрузі Скотт штату Теннессі. Населення — 635 осіб (2020).

## Географія
Геленвуд розташований за координатами 36°26′19″ пн. ш. 84°34′1″ зх. д. / 36.43861° пн. ш. 84.56694° зх. д. (36.438574, -84.566869).  За даними Бюро перепису населення США в 2010 році переписна місцевість мала площу 16,57 км², з яких 16,57 км² — суходіл та 0,00 км² — водойми.

## Демографія
Згідно з переписом 2010 року, у переписній місцевості мешкало 865 осіб у 344 домогосподарствах у складі 228 родин. Густота населення становила 52 особи/км².  Було 378 помешкань (23/км²).
Расовий склад населення:
| - 99,2 % — білих - 0,2 % — корінних американців |

До двох чи більше рас належало 0,2 %. Частка іспаномовних становила 0,6 % від усіх жителів.
За віковим діапазоном населення розподілялося таким чином: 24,2 % — особи молодші 18 років, 63,0 % — особи у віці 18—64 років, 12,8 % — особи у віці 65 років та старші. Медіана віку мешканця становила 38,6 року. На 100 осіб жіночої статі у переписній місцевості припадало 96,6 чоловіків;  на 100 жінок у віці від 18 років та старших — 102,5 чоловіків також старших 18 років.
За межею бідності перебувало 7,3 % осіб, у тому числі 0,0 % дітей у віці до 18 років та 0,0 % осіб у віці 65 років та старших.
Цивільне працевлаштоване населення становило 439 осіб. Основні галузі зайнятості: роздрібна торгівля — 20,5 %, виробництво — 19,4 %, будівництво — 16,9 %.